# Dziarnówko
Dziarnówko – osada w Polsce, położona w województwie warmińsko-mazurskim, w powiecie iławskim, w gminie Iława.
| SIMC    | Nazwa    | Rodzaj     |
| ------- | -------- | ---------- |
| 0475068 | Kozianka | przysiółek |

W latach 1975–1998 miejscowość administracyjnie należała do województwa olsztyńskiego.